# دهستان نییشو
دهستان نییشو (به لاتین: Nyisho Gewog) یک دهستان در کشور بوتان است که در ناحیهٔ وانگدودودرنگ واقع شده‌است.